# 機械的性質
材料の機械的性質（きかいてきせいしつ、mechanical property of material）または機械特性（きかいとくせい）とは、材料が持つ連続体としての力学的特性の総称である。
材料力学・材料強度学などにおいて、材料がその種類の違いにより引張り・圧縮・せん断などの外力に対してどの程度の耐久性を持つかなどの諸性質である。材料加工のしやすさ、加工された工業製品の耐久性などの尺度となる。

## おもな機械的性質
- 強度 - (Strength of materials)
  - 引張強さ（tensile strength）-引張応力（tensile stress）
  - 圧縮強さ（compressive strength）-圧縮応力（compressive stress）
  - せん断強さ（shear strength）-せん断応力（shear stress）

- 硬さ（硬度、hardness）
  - ビッカース硬さ（Vickers hardness）
  - ブリネル硬さ（Brinell hardness）
  - ロックウェル硬さ（Rockwell hardness）
  - ショア硬さ（Shore hardness）
  - ヌープ硬さ（Knoop hardness）
  - モース硬さ（Mohs hardness）

- 靭性（じんせい；粘り強さ、toughness）
  - 脆性（ぜいせい；もろさ、brittleness）

- 更に専門性の高い機械的性質群
  - 疲労特性
  - クリープ特性
  - 耐水素脆性
  - 低温靭性
  - 耐摩耗性
  - PV値
  - 耐応力腐食割れ性
  - 塑性加工性(強度、変形抵抗、降伏応力、延性、展性、変形能、被削性、被研削性と表現が多岐にわたる。）